# (2215) Sichuan
ℳ
(2215) Sichuan (1964 VX2) – planetoida z pasa głównego asteroid okrążająca Słońce w ciągu 4,67 lat w średniej odległości 2,79 au. Odkryta 12 listopada 1964 roku.